# 渠岸镇
渠岸镇，是中华人民共和国陕西省咸陽市三原县下辖的一个乡镇级行政单位。

## 行政区划
渠岸镇下辖以下地区：
兴隆社区、惠家村、大吉村、吴村盖村、大村王村、温家村、黄毛村、秋阳村、名林村、兴隆村和渠岸村。